# Krzysztof Mikuta
Krzysztof Mikuta (ur. 7 listopada 1980 w Tarnowie) – polski żużlowiec.
Brat Piotra, także żużlowca.
Sport żużlowy uprawiał w latach 1997–2003 w barwach klubów: Unia Tarnów (1997–1999) i Kolejarz Opole (2000–2003).
Finalista indywidualnych mistrzostw Europy juniorów (Gniezno 1999 – VIII miejsce). Dwukrotny finalista młodzieżowych indywidualnych mistrzostw Polski (Gniezno 1999 – jako rezerwowy, Częstochowa 2001 – jako rezerwowy). Dwukrotny finalista młodzieżowych mistrzostw Polski par klubowych (Ostrów Wielkopolski 1999 – VII miejsce, Piła 2000 – VI miejsce). Dwukrotny finalista turniejów o „Turniej o Brązowy Kask” (Ostrów Wielkopolski 1998 – jako rezerwowy, Toruń 1999 – VI miejsce).